# Kiaeria
Kiaeria là một chi rêu trong họ Dicranaceae.